# Космічний корабель без екіпажу
Роботизований космічний корабель або космічний корабель без екіпажу — космічний корабель без людей на борту. Космічний корабель без екіпажу може мати різні рівні автономності від введення людини; вони можуть бути дистанційно керованими, дистанційно керованими або навіть автономними, тобто вони мають попередньо запрограмований список операцій, які вони виконуватимуть, якщо не буде інше. Роботизований космічний апарат, призначений для проведення наукових досліджень, часто називають космічним зондом або космічною обсерваторією.
Багато космічних місій більше підходять для телероботів, ніж для екіпажу, через нижчу вартість і менші фактори ризику. Крім того, деякі планетні напрямки, такі як Венера або околиці Юпітера, є надто ворожими для виживання людини, враховуючи сучасні технології. Зовнішні планети, такі як Сатурн, Уран і Нептун, надто далекі, щоб їх можна було досягти за допомогою сучасної технології космічних польотів з екіпажем, тому єдиним способом їх дослідження є телероботи. Телеробототехніка також дозволяє досліджувати регіони, вразливі до забруднення земними мікроорганізмами, оскільки космічні кораблі можна стерилізувати. Людей не можна стерилізувати так само, як космічний корабель, оскільки вони співіснують з численними мікроорганізмами, і ці мікроорганізми також важко утримувати в космічному кораблі чи скафандрі.
Першою космічної місією без екіпажу став Супутник, запущений 4 жовтня 1957 року на орбіту Землі. Майже всі супутники, посадкові апарати та марсоходи є космічними апаратами-роботами. Не кожен космічний корабель без екіпажу є роботизованим космічним кораблем; наприклад, рефлекторна куля — це нероботизований космічний корабель без екіпажу. Космічні польоти, в яких на борту знаходяться інші тварини, але не люди, називаються польотами без екіпажу.
Багато населених космічних кораблів також мають різні рівні роботизованих функцій. Наприклад, космічні станції «Салют-7» і « Мир», а також модуль Міжнародної космічної станції « Заря» були здатні здійснювати дистанційне кероване утримання станції та маневри стикування як з кораблями постачання, так і з новими модулями. Космічні кораблі без екіпажу все частіше використовуються для пілотованих космічних станцій.

## Історія

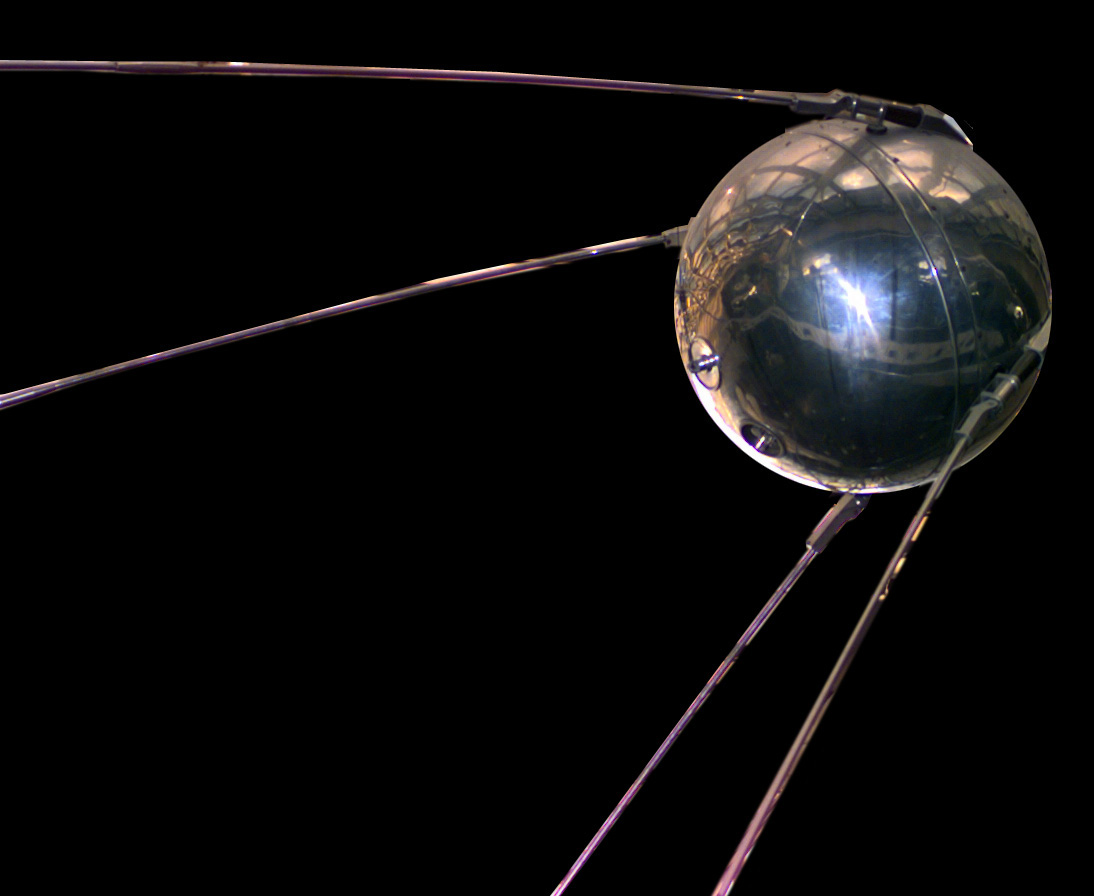
Копія Супутника-1 в Національному музеї авіації та космосу США

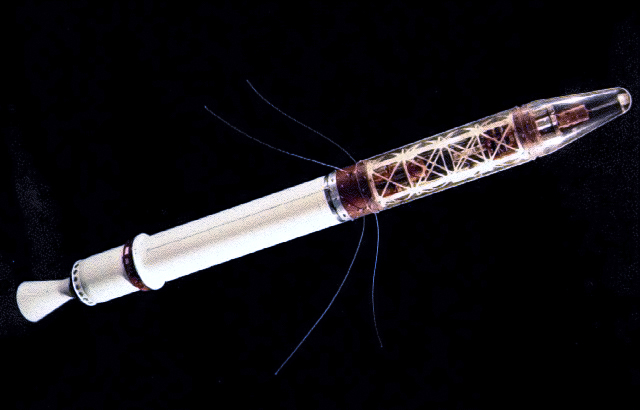
Копія Explorer 1

Перший роботизований космічний корабель був запущений Радянським Союзом (СРСР) 22 липня 1951 року, суборбітальний політ з двома собаками Дезіком і Циганом. Ще чотири таких польоти було здійснено до осені 1951 року.
Перший штучний супутник, Супутник 1, був запущений в 215 на 939 кілометрів навколоземна орбіта СРСР 4 жовтня 1957 року. 3 листопада 1957 року СРСР вийшов на орбіту Супутника-2. При вазі 113 кілограмів, Супутник-2 виніс на орбіту першу тварину, собаку Лайку. Оскільки супутник не був спроектований для від’єднання від верхнього блоку ракети-носія, загальна маса на орбіті становила 508,3 кілограма.
У тісній боротьбі з Радянським Союзом Сполучені Штати запустили свій перший штучний супутник, Експлорер 1, на 357 на 2 543 кілометри на орбіті 31 січня 1958 року. Eксплорер 1 був 205-сантиметрів завдовжки на 15,2-сантиметр діаметр циліндра масою 14,0 кілограмів, у порівнянні з Супутником 1, 58-сантиметрова куля, яка важила 83,6 кілограм. Експлорер 1 мав датчики, які підтвердили існування поясів Ван Аллена, головне наукове відкриття того часу, тоді як Супутник 1 не мав наукових датчиків. 17 березня 1958 року США вивели на орбіту свій другий супутник Vanguard 1, який був розміром приблизно з грейпфрут і залишається на орбіті 670-на-3 850-кілометрів (360 на 2 080 морська миля) орбіта станом на  2016.
Першою спробою місячного зонда була Луна Е-1 №1, запущена 23 вересня 1958 року. Мета місячного зонда неодноразово зазнавала невдачі до 4 січня 1959 року, коли Луна-1 облетіла навколо Місяця, а потім навколо Сонця.
Успіх цих перших місій поклав початок гонці між США та СРСР, щоб перевершити один одного з дедалі амбітнішими дослідженнями. Марінер-2 був першим зондом, який досліджував іншу планету, показавши вченим надзвичайно високу температуру Венери в 1962 році, тоді як радянська Венера-4 була першим атмосферним зондом, який досліджував Венеру. Марінер-4 під час прольоту Марса в 1965 році зробив перші зображення його поверхні, вкритої кратерами, на що Радянська сторона відповіла через кілька місяців зображеннями його поверхні з Луни-9. У 1967 році американський Surveyor 3 зібрав інформацію про поверхню Місяця, яка мала вирішальне значення для місії «Аполлон-11», яка через два роки висадила людей на Місяць.
Першим міжзоряним зондом став «Вояджер-1», запущений 5 вересня 1977 року. Він увійшов у міжзоряний простір 25 серпня 2012 року , а потім його близнюк «Вояджер-2» 5 листопада 2018 року.
Дев'ять інших країн успішно запустили супутники за допомогою власних ракет-носіїв: Франція (1965), Японія і Китай (1970), Велика Британія (1971), Індія (1980), Ізраїль (1988), Іран (2009), Північна Корея (2012), і Південна Корея (2022).